# Marian Nagnajewicz
Marian Nagnajewicz (ur. 29 listopada 1911 w Matczynie koło Bełżyc, zm. 17 czerwca 1987) – polski filolog klasyczny, wykładowca Katolickiego Uniwersytetu Lubelskiego.

## Życiorys
Absolwent filologii klasycznej Katolickiego Uniwersytetu Lubelskiego (1936). Uczestnik kampanii wrześniowej w 1939. W okresie 1939–1940 w niewoli niemieckiej. W czasie okupacji zaangażowany w tajne nauczanie. Od 1944 związany z filologią klasyczną KUL, doktorat tamże w 1951 pod kierunkiem Mariana Plezi. Od 1957 - zastępca profesora (Katedra Językoznawstwa Ogólnego). Habilitacja na podstawie pracy Niektóre zagadnienia puryzmu leksykalnego u Cycerona w
1976 na UAM. Docent - 1977. W 1982 przeszedł na emeryturę. Członek: Towarzystwa Przyjaciół KUL, Polskiego Towarzystwa Filologicznego, Polskiego Towarzystwa Językoznawczego. W 1966 Senat przyznał mu Medal Za Zasługi dla KUL. Autor 29 rozpraw, w tym 13 tłumaczeń łacińskich. 